# 鹭科
鹭科（學名：Ardeidae）在动物分类学上是鸟纲中的鹈形目中的一个科，也被称为鹭类。本科的鸟类为大、中型涉禽，主要活动于湿地及附近林地，它们是湿地生态系统中的重要指示物种。

## 特征
鹭科的鸟类具有“三长”的特点，即喙长、颈长、腿长。鹭科鸟类的体形呈纺锤形，胸前有饰羽，头顶有的有冠羽，在繁殖期时，这两部分是重要的炫耀特征。腿部被羽，胫部裸露，脚三趾在前一趾在后。
鹭科鸟没有明显的嗉囊，食道中部膨大，整个食道都能储存食物。
鹭科的鸟具有发达的粉䎃，在胸、腹和胁部成斑块分布。

## 进化
鹭科比较古老，其起源认为在中生代白垩纪后期。

## 习性
鹭科的鸟多栖息在湿地环境，近水林区也有活动。它们大多要迁徙，并选择固定的地点筑巢，繁殖期时多群居营巢。鹭属、白鹭属、牛背鹭属、池鹭属、夜鹭属多结群在树上营巢，稱為鷺鷥林，苇鳽属、麻鳽属的鸟多在芦苇或草丛间栖息。
鹭科鸟的卵呈圆形或椭圆形，卵壳多呈蓝或绿色，同巢的卵有的颜色、形状差别很大。双亲一起坐巢孵化。
雏鸟属晚成雏，多有双亲哺育。
鹭科鸟主要以水种生物为食，包括鱼、虾、蛙及昆虫等。

## 分类
鹭科在鸟类传统分类系统中属鹈形目下一个科，这在鸟类DNA分类系统中也同样适用。这个科可以被细分为鹭亚科Ardeinae，夜鹭亚科Nyticoracinae，虎鹭亚科Tigrisomatinae和麻鳽亚科Botaurinae。以下是各属的名称：
- 虎鹭亚科 Tigrisomatinae
  - 舵嘴鹭属 Cochlearius
  - 虎鹭属 Tigrisoma
  - 白冠虎鹭属 Tigriornis
  - 林鳽属 Zonerodius

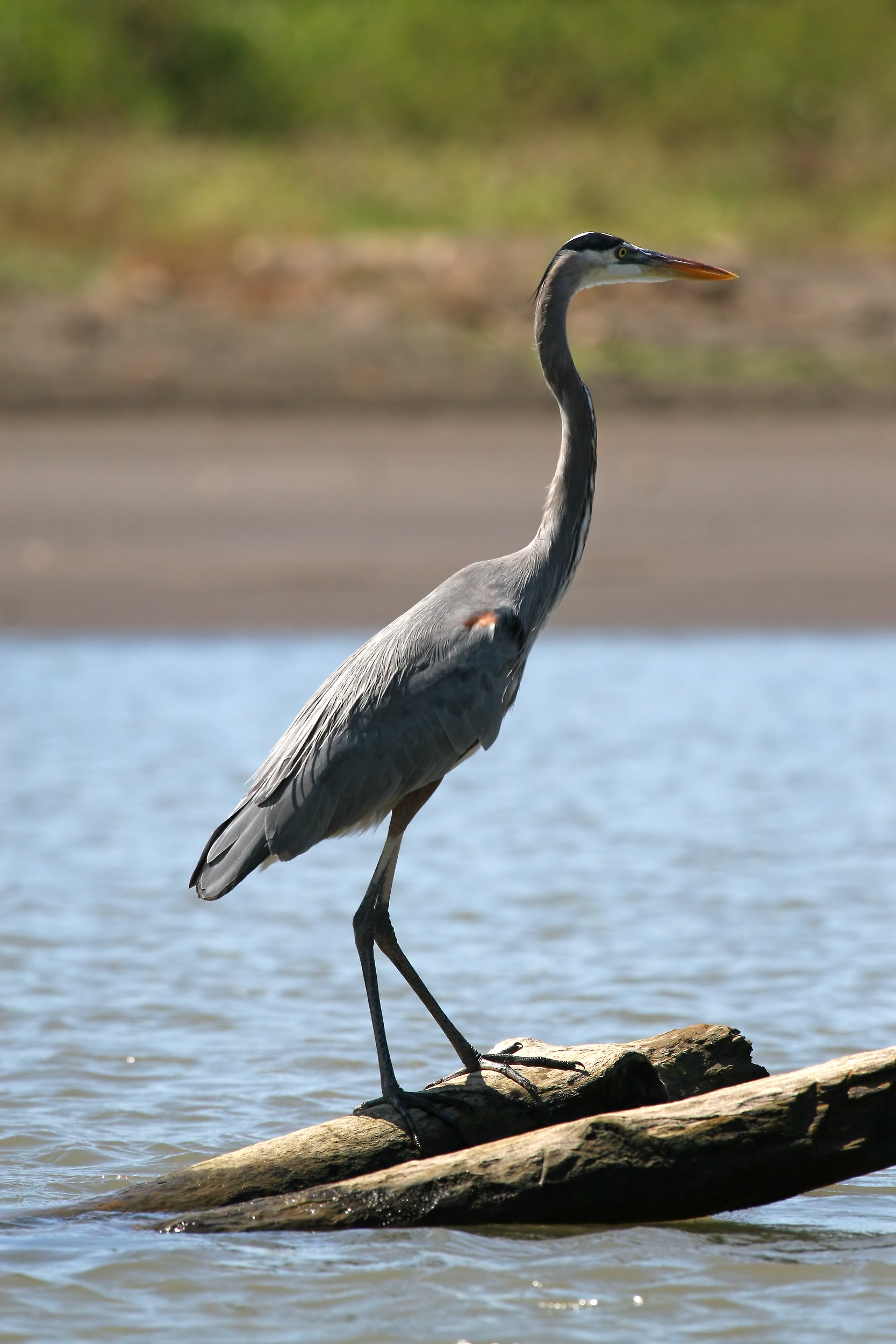
鹭科鹭属的大藍鷺

  - †塚鷺屬 Taphophoyx (已絕種，生存於中新世佛羅里達州)
- 麻鳽亞科 Botaurinae
  - 波斑鹭属 Zebrilus
  - 苇鳽属 Ixobrychus
  - 麻鳽属 Botaurus
  - †漁鷺屬 Pikaihao (已絕種，生存於中新世紐西蘭)
- 鷺亞科 Ardeinae
  - 栗腹鹭属 Agamia
  - 鹭属 Ardea
  - 池鹭属 Ardeola
  - 牛背鹭属 Bubulcus
  - 绿鹭属 Butorides
  - 白鹭属 Egretta
  - 夜鳽属 Gorsachius
  - 海南鳽属 Oroanassa
  - 黄顶夜鹭屬 Nyctanassa
  - 夜鹭属 Nycticorax
  - 黑顶鹭属 Pilherodius
  - 啸鹭属 Syrigma
  - †沙坦鷺屬 Zeltornis (已絕種，生存於中新世利比亞)
  - †始鷺屬 Proardea (已絕種，生存於始新世晚期法國)

## 与人类的关系
鹭科的鸟是人类认识较早的鸟类之一，由于体态优美，常成为古人诗歌中赞美的对象。由于它们主要在湿地栖息，对于湿地的变化具有重要的知识意义，所以也受到了人们的重视，成为科学研究的对象。人们对它们的鸟卵的成份和微观结构、血液生化和同工酶谱都有很细致的研究，对于它们的迁徙和行为学研究也有着很长的历史。
鹭科的鸟多分布在人口压力大的地区，有的甚至在市区中集群营巢，人们虽然喜爱它们，但鸟与人争树、争鱼的事情时有发生，而这多与湿地环境受到破坏，鹭科鸟栖息地缺乏有关。近些年有些种类大量出现在城市周边，有的人以此认为是城市环境变好而适合它们生存；但另有觀點認為，原有的栖息地受到破坏，鸟类被迫集中在城市的高树上营巢繁殖，有些地方由于远离觅食地，使雏鸟的哺育非常困难而造成繁殖失败。

## 出處
1. ↑  田董米腦闆｜野生鳥類前進都市？那些躲在你我身邊的可愛小萌鳥們 （页面存档备份，存于），2022/6/5閱覽。
2. ↑  基隆田寮河兩岸千隻白鷺鷥群聚 鳥屎空襲民眾 （页面存档备份，存于），2022/6/自由時報，2022/6/5閱覽。

## 延伸阅读
[在维基数据编辑]
 《欽定古今圖書集成·博物彙編·禽蟲典·鷺部》，出自陈梦雷《古今圖書集成》